# Wapen van Gulpen-Wittem

Wapen van Gulpen-Wittem

Het wapen van Gulpen-Wittem bestaat uit het gecarteleerde schild van de gemeente Gulpen-Wittem, de beschrijving luidt als volgt:
"Gevierendeeld; I in sabel een omgewende leeuw van goud, getongd en genageld van keel; II in zilver een dubbelstaartige leeuw van keel, getongd en genageld van goud; III in zilver een uitgeschulpt kruis van azuur; IV in goud een dubbele adelaar van sabel, gebekt getongd en gepoot van keel, en in een hartschild van goud een lelie van keel. Het schild gedekt met een gouden kroon van vijf bladeren."

## Geschiedenis
Toen Gulpen en Wittem op 1 januari 1999 werden samengevoegd moest een nieuw wapen worden ontworpen
Het wapen is samengesteld met elementen van voormalige gemeenten als Gulpen, Wittem, Slenaken en Wijlre volgens de gecarteleerde schildverdeling van het wapen van Wittem. Met de Brabantse leeuw, de Hertogenraadse leeuw en de Rijksadelaar uit het wapen van Gulpen en het geschulpte kruis van Wittem. Op 24 september 2001 werd het wapen verleend aan de gemeente.

## Verwante wapens

Wapen van Gulpen
Wapen van Wittem
Wapen van Slenaken
Wapen van Wijlre

Beek · 
Beekdaelen · 
Beesel · 
Bergen · 
Brunssum · 
Echt-Susteren · 
Eijsden-Margraten · 
Gennep · 
Gulpen-Wittem · 
Heerlen · 
Horst aan de Maas · 
Kerkrade · 
Landgraaf · 
Leudal · 
Maasgouw · 
Maastricht · 
Meerssen · 
Mook en Middelaar · 
Nederweert · 
Peel en Maas · 
Roerdalen · 
Roermond · 
Simpelveld · 
Sittard-Geleen · 
Stein · 
Vaals · 
Valkenburg aan de Geul · 
Venlo · 
Venray · 
Voerendaal · 
Weert